# Wikstroemia phillyreifolia
Wikstroemia phillyreifolia är en tibastväxtart som beskrevs av Asa Gray.
Wikstroemia phillyreifolia ingår i släktet Wikstroemia och familjen tibastväxter. Inga underarter finns listade i Catalogue of Life.